# Netřebice (Boêmia do Sul)
Netřebice é uma comuna checa localizada na região da Boêmia do Sul, distrito de Český Krumlov‎.